# Reserva Botánica Regional Huckleberry
La Reserva Botánica Regional Huckleberry (en inglés : Huckleberry Botanic Regional Preserve) es un parque regional y reserva botánica de 241 acres (97.5 hectáreas) de extensión dentro del sistema del East Bay Regional Parks en la San Francisco Bay Area de California. 
Consta de una comunidad de plantas nativas que no se puede encontrar en ningún otro lugar de la "East Bay" de San Francisco. 

## Suelo
Los estratos rocosos expuestos en la reserva fueron depositados en una cuenca del océano profundo y contienen los restos de diatomeas microscópicas y de radiolarios. A lo largo del tiempo estos lechos han estado sujetos a levantamientos y plegamientos y se encuentran expuestas de modos extraños, con las capas frágiles intercaladas con sílex y pizarras. 
El suelo resultante es muy bajo en nutrientes y favorece el desarrollo de las especies del chaparral que toleran condiciones de gran dureza y colonizan las lomas más estériles, y rocosas. Los suelos se drenan bien en la superficie, pero las rocas fracturadas y plegadas debajo del afloramiento mantienen la humedad para las raíces profundas. 
Aunque los terrenos de estas sierras parezcan superficialmente secos, estos sitios son relativamente húmedos. Recibiendo los vientos directamente a través del "Golden Gate", estas sierras reciben abundantes nieblas en el verano; en la exposición al norte se aísla del sol; y en las crestas de las colinas de Berkeley, la precipitación es suficiente. 

## Localización
El Huckleberry Botanic Regional Preserve se ubica sobre la sierra de colinas de "Berkeley Hills".
East Bay Regional Park District 2950 Peralta Oaks Court, Alameda County, Oakland, California 94605 United States-Estados Unidos.
Planos y vistas satelitales.37°50′42″N 122°11′24″O / 37.84500, -122.19000
La línea de autobús más cercana, "AC Transit #305", funciona solamente el martes y jueves de la CA, a partir de la media mañana a media tarde. 

## Riqueza botánica

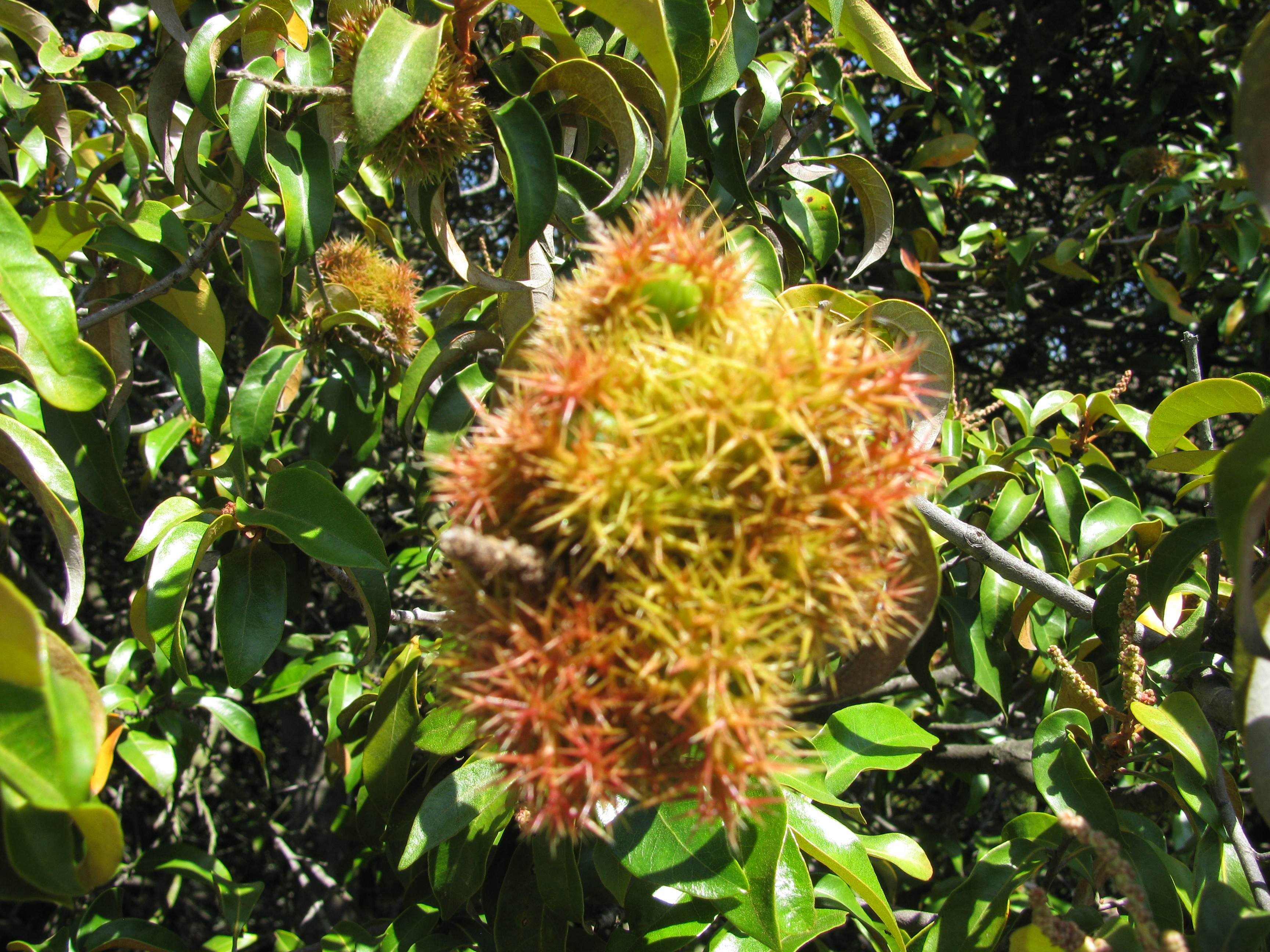
"Golden chinquapin" (Chrysolepis chrysophylla), en la reserva de "Berkeley Hills".

Representa una asociación de plantas relícticas autóctonas que se encuentra solamente en ciertas áreas a lo largo de la costa de California donde existe unas determinadas condiciones climáticas y un suelo ideal. Actualmente la vegetación similar se encuentra solamente en las islas de la costa de Santa Bárbara y en áreas aisladas en la costa del continente desde "Point Conception" a "Montara Mountain", al sur de la bahía de San Francisco. 
Entre las especies más significativas se encuentran, Arctostaphylos pallida, Arctostaphylos crustacea, Arbutus meziensii, Corylus californica, Castanopsis chrysophylla, Dryopteris arguta, Garrya elliptica, Holodiscus discolor, Polystichum munitum, Ribes plutinosum, Umbellaria californica, Chrysolepis chrysophylla, Quercus agrifolia, Vaccinium ovatum, . . 